# Новембар (музичка група)
Новембар је српски панк рок бенд из Ниша.

## Историјат бенда

### Студени студени, формирање бенда (1986—1991)
Током осамдесетих година, популарни југословенски бенд из Загреба Студени Студени настао је 1986. године. Бенд је снимио само један ЕП под називом Чисто као суза, објављен 1990. године. Пре распуштања због југословенских ратова. фронтмен, басиста и вокалиста групе, Горан Костић, преселио се у Ниш. Паралелно са Студенима, у Нишу настаје трио, гаражни панк састав који су оформила три пријатеља из детињства (Александар Ђокић - гитара, Данијел Ђорђевић - бубњеви и Тони Костадинов - бас гитара). Костић улази у бенд, као вокалиста, и након месец дана и као ритам гитара - бенд мења назив у Новембар. Након измена финални састав бенда укључује Горана Косту Костића (вокали, ритам гитара), Александра Салета Ђокића (соло гитара), Горана Савића (бубњеви) и Тонија Костадинова (бас гитара).

### Популаризовање и расформирање
Године 1992. бенд је наступао на Олимпијади културе на Палилули у Београду, јер је бенд победио на том фестивалу претходне године. Бенд је наступао и у нишком клубу Underground и београдском Клубу студената технике. У том периоду променио се састав бенда, басиста Зоран Зоц Ранђеловић који је раније наступао са карловачким бендовима укључујући Ноћну стражу, Бориса Новковића заменио је Костадинова, бубњар Савић прешао је на гитару, а нови бубњар постао је Зоран Видаковић.
Деби албум Дегуело издат је 1994. године, на којем је гостовао Милан Младеновић, који је свирао гитарски соло за песму Гледај како љубав умире. Све тексове за песме на албуму написао је Костић, осим песама Рођендан коју је написао Звонко Карановић и Ја сам је волио, чији аутор текста је био гитариста Денис Ромац (Студени Студени). Албум је снимљен у ГО ГО студију у Београду, а издат под окриљем независног издавача No Man's Land, који су основали Звонко Карановић и Милан Јеленковић. Песма Ирена са албума појавила се на компилацији Радио Утопија (1989—1994), која је изашла под окриљем Б92, 1994. године.
Бенд је промовисао албум на фестивалу Урбан рок у Скопљу, са бендовима из Хрватске, Албаније, Словеније, Грчке, као и на Фестивалу Ничија земља у Нишу, наступајући са бендовима Сунс из Скопља, Блинд из Холандије, КБО! из Крагујевца, Обојени програм из Новог Сада и бендом Џукеле из Суботице. Уследили су концерти у београдксом клубу Простор у септембру 1994. године, као и концерти широм Србије, у Аранђеловцу на Алтернативном рок фестивалу ФАР са групама Гоблини, Атеист реп и Блок аут.
У августу 1996. године бенд је у ГО ГО студију радио на другом студијском албуму Блуз јужне пруге, који је објавио Б92. Албум је продуцирао Костић, а на албуму се нашла и песма После свега кише, за коју су је текст писао Звонко Карановић. Током 1996. године бенд је наступао на рок фестивалу ЗГАГА у Литији код Љубљане, заједно са групама Куд Идијоти, Гоблини и Мајке. Наступали су и на Зајечарској гитаријади.
Због интерних неслагања 1999. године Сале Ђокић и Зоран Видаковић излазе из бенда, дотадашњи трио своди се на самог Горана Костића.
Трећи албум Лицем према земљи издат је 2000. године, продуцирао га је Маринко Вукомановић. Албум је снимљен са новим члановима групе, укључујући гитарусту Сашу Јаблановића, бубњара Драгана Стојиљковића и басисту Милана Станимировића. Године 2002. бенд је учествовао на албуму Као да је било некад...Посвећено Милану Младеновићу.

### Поновно активирање (2005—2018)
Бенд је поново постао активан 2005. године, а његови чланови били су Горан Костић (бас гитара, вокал), Александар Ђокић (гитара), Бојан Ранђеловић (гитара) и Милан Видаковић (бубњеви). Свој први наступ од поновног оснивања имали су на фестивалу Nisomnia на Нишкој тврђави.
Бенд се појавио на албуму Панкрти 06, словеначког бенда Панкрти на песми Кдо со ти људје. Песме О, о, о, Бејби бејби и Место под Сунцем појавила су се на албуму Радулизам, који је бенд објавио 2008. године, под Студентским културним центром Нови Сад. На албуму се појављују обраде песама бендова Шарло Акробата, Петар И Зли Вуци, Панкрти, Ренато Метесси, Флеке, Бојан Васић, Термити, Азра, Ла Страда, КБО!, Хумперс. Иако су хтели да на албуму укључе обраду песме Нека те ништа не брине од Прљавог казалишта, нису добили дозволу.
Бенд је 2007. године објавио компилацију Ко је Сунце убио, са песмама Студена и необјављеним демо снимцима бенда Новембар. Мултимедија рекордс објавила је компилацију Грување деведесете уживо 2009. године, на којој се нашла песма Ирена, снимљена уживо у београдском клубу простор, 2. септембра 1994. године. Бенд је 20. јануара 2012. годне прославио двадесетогодишњицу са два концерта у клубу Feedback у Нишу. На концертима је гостовало 14 група, укључујући Атеист реп, Групу твог живота, Grandpa Candys и друге. Сваки бенд је поред својих песама изводио песме групе Новембар.
У марту 2013. године, бенд је објавио свој пети студијски албум Проклет - најзрелији звук до сада. Албум је продуцирао Ненад Пејчић. Издао га је Културни центар Нови Сад.
У јесен 2014. године пуштен је албум у част групе - Тако млад и тако чист. На албуму су се налазиле песме групе Новембар које су снимили легендарни бендови као Атеист Реп и КБО!, заједно са другим групама.
У фебруару 2015. године чланови бенда су објавили да раде на новом студијском албуму. Бенд је прославио 25. година на фестивалу Од 5 до 100 који је одржан 4. јула 2016. године на Нишкој тврђави. Са њима, Ван Гог је прослављао 30. година постојања и бенд Галија који је прослављао 40. година постојања.
У јесен 2016. године бенд је учествовао у стварању албума Tribute to KUD Idijoti са песмом Bye, Bye, Baby. У марту 2017. године објавили су сингл Магла, у сарадњи са Николом Врањковићем. Ова песма представљала је најаву за нови студијски албум.
Горан Костић је 30. јуна 2017. године преминуо у Нишу, у 51. години живота. Две недеље касније, остали чланови су одржали претходно најављени концерт на Рок фестивалу у Нишу, у његову част. Такође објављују песму Све заборављам, снимљену непосредно пре Костићеве смрти - последња песма на којој је радио.
Чланови бенда су, заједно са пријатељима укључујући Николу Врањковића, Зорана Чалића, Владимира Радусиновића Радула и друге, објавили њихов финални албум.

## Дискографија

### Студијски албуми
- Дегуело (1994)
- Блуз јужне пруге (1996)
- Лицем према земљи (2000)
- Радулизам (2008)
- Проклет (2013)
- Новембар (2018)

### ЕП
- Чисто као сузе (као Студени студени, 1990)

### Компилације
- Ко је Сунце убио (2007)

### Синглови
- "Ирена" (1994)
- "О, О, О..." (2002)
- "Кдо со ти људје" (2006)
- "Ирена" (2009)
- "Магла" (2017)